# Медоу-Лейкс (Аляска)
Медоу-Лейкс (англ. Meadow Lakes) — переписна місцевість (CDP) в США, в окрузі Матануска-Сусітна штату Аляска. Населення — 9197 осіб (2020).

## Географія
Медоу-Лейкс розташований за координатами 61°38′18″ пн. ш. 149°36′36″ зх. д. / 61.63833° пн. ш. 149.61000° зх. д. (61.638206, -149.609937).  За даними Бюро перепису населення США в 2010 році переписна місцевість мала площу 203,21 км², з яких 194,82 км² — суходіл та 8,39 км² — водойми.

## Демографія
Згідно з переписом 2010 року, у переписній місцевості мешкало 7570 осіб у 2717 домогосподарствах у складі 1903 родин. Густота населення становила 37 осіб/км².  Було 3239 помешкань (16/км²).
Расовий склад населення:
| - 85,2 % — білих - 5,8 % — корінних американців - 1,0 % — азіатів - 0,7 % — чорних або афроамериканців - 0,4 % — вихідців з тихоокеанських островів |

До двох чи більше рас належало 6,2 %. Частка іспаномовних становила 3,4 % від усіх жителів.
За віковим діапазоном населення розподілялося таким чином: 29,0 % — особи молодші 18 років, 64,3 % — особи у віці 18—64 років, 6,7 % — особи у віці 65 років та старші. Медіана віку мешканця становила 34,6 року. На 100 осіб жіночої статі у переписній місцевості припадало 110,9 чоловіків;  на 100 жінок у віці від 18 років та старших — 112,9 чоловіків також старших 18 років.
Середній дохід на одне домашнє господарство  становив 76 916 доларів США (медіана — 65 850), а середній дохід на одну сім'ю — 90 990 доларів (медіана — 74 762). Медіана доходів становила 57 805 доларів для чоловіків та 37 412 долари для жінок. За межею бідності перебувало 12,9 % осіб, у тому числі 20,3 % дітей у віці до 18 років та 10,1 % осіб у віці 65 років та старших.
Цивільне працевлаштоване населення становило 3082 особи. Основні галузі зайнятості: освіта, охорона здоров'я та соціальна допомога — 18,8 %, роздрібна торгівля — 16,5 %, будівництво — 15,0 %.